# Guardizela
Guardizela ist eine Gemeinde im Norden Portugals.
Guardizela gehört zum Kreis Guimarães im Distrikt Braga, besitzt eine Fläche von 4,0 km² und hat 2447 Einwohner (Stand 19. April 2021). Die Gemeinde ist überwiegend städtisch geprägt.